# Kabinett Bassewitz
Das Kabinett Bassewitz bildete vom 1. Juli 1869 bis zum 15. Dezember 1885 die von Großherzog Friedrich Franz II. und seinem Nachfolger Friedrich Franz III. eingesetzte Landesregierung von Mecklenburg-Schwerin.
| Amt                                                                                                   | Name                                                                             |
| Staatsminister, Präsident des Staatsministeriums Auswärtige Angelegenheiten und Großherzogliches Haus | Henning von Bassewitz                                                            |
| Inneres                                                                                               | Georg Wilhelm von Wetzell                                                        |
| Justiz1                                                                                               | Hermann von Buchka                                                               |
| Finanzen                                                                                              | Adolph von Müller, 1. Juli 1869 – 30. März 1875 Bodo von Bülow, ab 1. April 1875 |

1 Das Justizministerium beinhaltete die Abteilungen für die geistlichen, die Unterrichts- und die Medizinalangelegenheiten.